# فهرست آثار ملی استان آذربایجان غربی
این صفحه فهرستی از آثار ملی استان آذربایجان غربی را نشان می‌دهد.
| ردیف | شماره ثبت | نام اثر               | قدمت          | شهرستان | تاریخ ثبت     | موقعیت (طول و عرض جغرافیایی)          | شهر                  |
| ۱    | ۴۷۸۸      | یخچال نه پله          | قاجاریان      | ارومیه  | ۲۳ بهمن ۱۳۸۰  | 37.554169297178795, 45.0592369428743  | استان آذربایجان غربی |
| ۲    | ۱۷۳۹      | کاخ موزه باغچه جوق    | قاجاریان      | ماکو    | ۱۱ تیر ۱۳۷۵   | 39.28961452687, 44.42607211584083     | استان آذربایجان غربی |
| ۳    | ۳۰۸       | تخت سلیمان            | دوره ساسانیان | تکاب    | ۲۹ آذر ۱۳۱۶   |                                       | استان آذربایجان غربی |
| ۴    |           | مسجد جامع بوکان       | قاجاریان      | بوکان   |               |                                       | استان آذربایجان غربی |
| ۵    | ۲۴۳       | مسجد جامع ارومیه      | ایلخانان      | ارومیه  | ۱۵ آذر ۱۳۱۴   |                                       | استان آذربایجان غربی |
| ۶    |           | مسجد سردار ارومیه     |               | ارومیه  |               |                                       | استان آذربایجان غربی |
| ۷    | ۳۴۷۶      | پل قلعه جوق           | قاجاریان      | ارومیه  | ۲۵ اسفند ۱۳۷۹ |                                       | استان آذربایجان غربی |
| ۸    | ۴۸۴۶      | مسجد مطلب خان         | قاجاریان      | خوی     | ۱۹ اسفند ۱۳۸۰ | 38.550828137933216, 44.95890517353228 | استان آذربایجان غربی |
| ۹    | ۶۲۲۲      | مناره مسجد امام شافعی | قاجاریان      | ارومیه  | ۷ مهر ۱۳۸۱    |                                       | استان آذربایجان غربی |
| ۱۰   | ۱۸۳۱      | مدرسه هدایت           | قاجاریان      | ارومیه  |               |                                       | استان آذربایجان غربی |
| ۱۱   | ۸۰۱۰      | خانه مجیدی افشار      | قاجاریان      | ارومیه  |               |                                       | استان آذربایجان غربی |
| ۱۲   |           | حمام آخوند            | قاجاریان      | ارومیه  |               |                                       | استان آذربایجان غربی |
| ۱۳   |           | حمام تجلی             | قاجاریان      | ارومیه  |               |                                       | استان آذربایجان غربی |
| ۱۴   |           | حمام علی مصطفی        | قاجاریان      | ارومیه  |               |                                       | استان آذربایجان غربی |
| ۱۵   |           | مدرسه طب              | قاجاریان      | ارومیه  |               |                                       | استان آذربایجان غربی |
| ۱۶   | ۴۰۵       | کلیسای تادئوس مقدس    |               | چالدران |               |                                       | استان آذربایجان غربی |
| ۱۷   |           | کلیسای حضرت مریم      | دوره ساسانیان | ارومیه  |               |                                       | استان آذربایجان غربی |